# فرودگاه یالویت
فرودگاه یالویت (به انگلیسی: Jaluit Airport) یک فرودگاه با کد یاتا UIT است که یک باند فرود شن دارد و طول باند آن ۱۵۲۴ متر است. این فرودگاه در کشور جزایر مارشال قرار دارد و در ارتفاع ۱ متری از سطح دریا واقع شده‌است.